# Rotstreckat stråfly
Rotstreckat stråfly, Protarchanara brevilinea är en fjärilsart som först beskrevs av Charles Fenn of Lewisham 1864.  Enligt Dyntaxa ingår Rotstreckat stråfly i släktet Protarchanara men enligt Catalogue of Life är tillhörigheten istället släktet Photedes. Enligt båda källorna tillhör rotstreckat stråfly familjen nattflyn, Noctuidae. Enligt den svenska rödlistan är arten starkt hotad, EN, i Sverige. Enligt den finska rödlistan är arten sårbar, VU, i Finland. I Sverige förekommer arten i sydostligaste Skåne och är även  funnen på Gotland. I Finland förekommer arten i sydostligaste delen av landet. Artens livsmiljö är kustnära våtmarker och havsstränder. Arten är hårt knuten till bladvass, Phragmites australis (communis) som helst ska växa glest och varmt. En underart finns listad i Catalogue of Life, Photedes brevilinea manteufeli Pfau, 1955.

## Bildgalleri

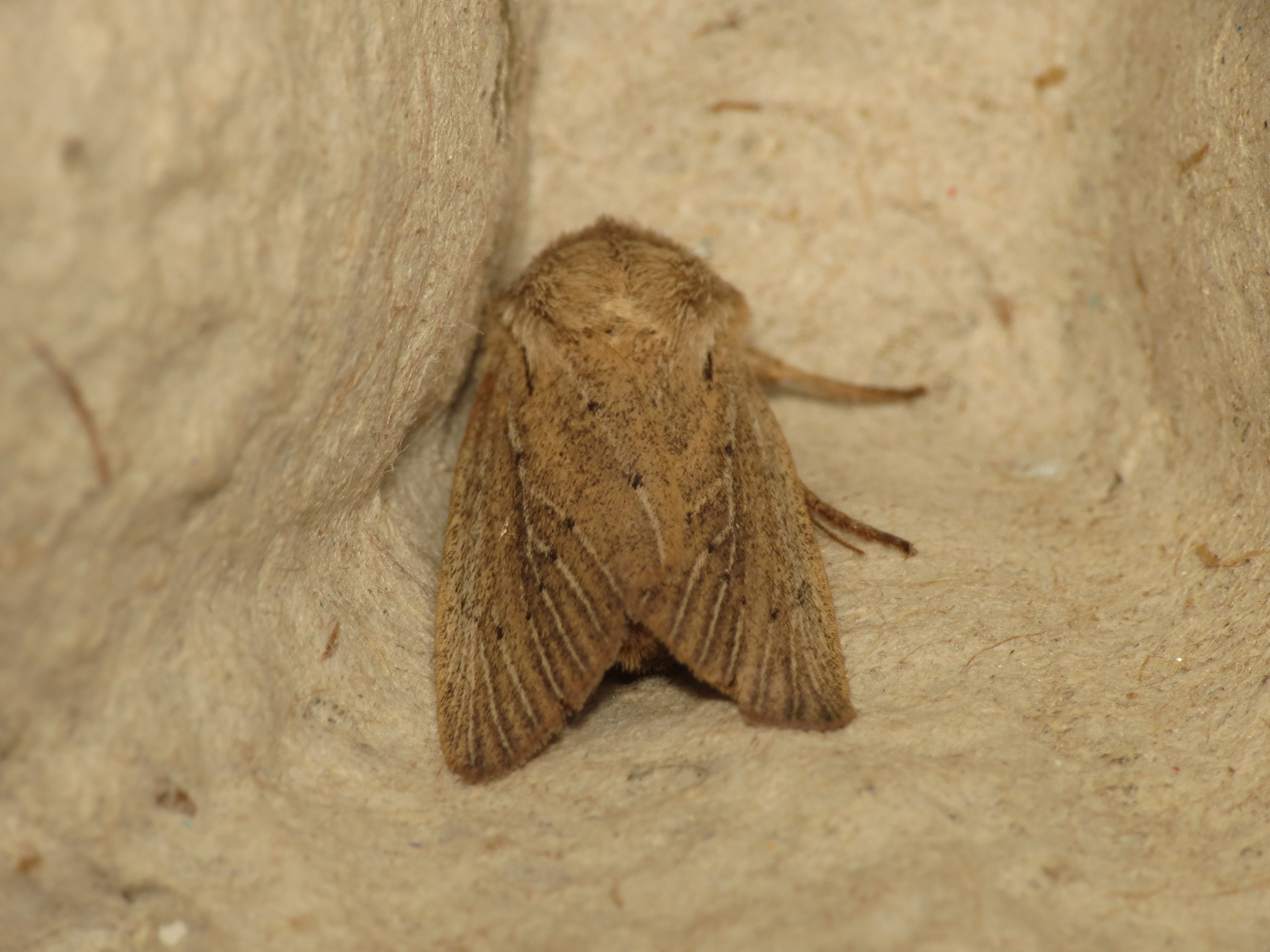
Imago fjäril
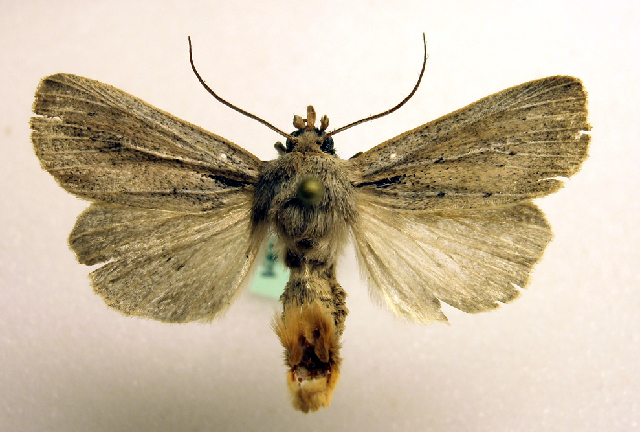
Preparerad (uppnålad) imago fjäril